# Acide para-aminosalicylique
L’acide 4-aminosalicylique, acide para-aminosalicylique ou communément appelé PAS est l'un des quatre isomères de l'acide aminosalicylique. C'est un antibiotique utilisé dans le traitement de la tuberculose. Ce composé organique a été utilisé à partir des années 1940 dans le traitement des maladies inflammatoires chroniques de l'intestin (MICI) pour lesquelles il a montré un grand potentiel, notamment dans le traitement de la maladie de Crohn et de la rectocolite ulcéro-hémorragique (RCUH). On pense qu'il agit via l'inhibition de NF-κB (facteur nucléaire kappa B) et la récupération des radicaux libres. L'acide 5-aminosalicylique, vendu sous le nom de mésalazine, est un composé proche ayant également diverses utilisations médicales.
Il fait partie de la liste des médicaments essentiels de l'Organisation mondiale de la santé (liste mise à jour en avril 2013).